# أخطبوط أزرق الحلقات بنغالي
أخطبوط أزرق الحلقات بنغالي (الاسم العلمي: Hapalochlaena nierstraszi) (بالإنجليزية: Bengali blue-ringed octopus)‏ هو نوع من الرخويات يتبع جنس الأخطبوط الأزرق الحلقات من فصيلة الأخطبوطات.